# Artur Erdle

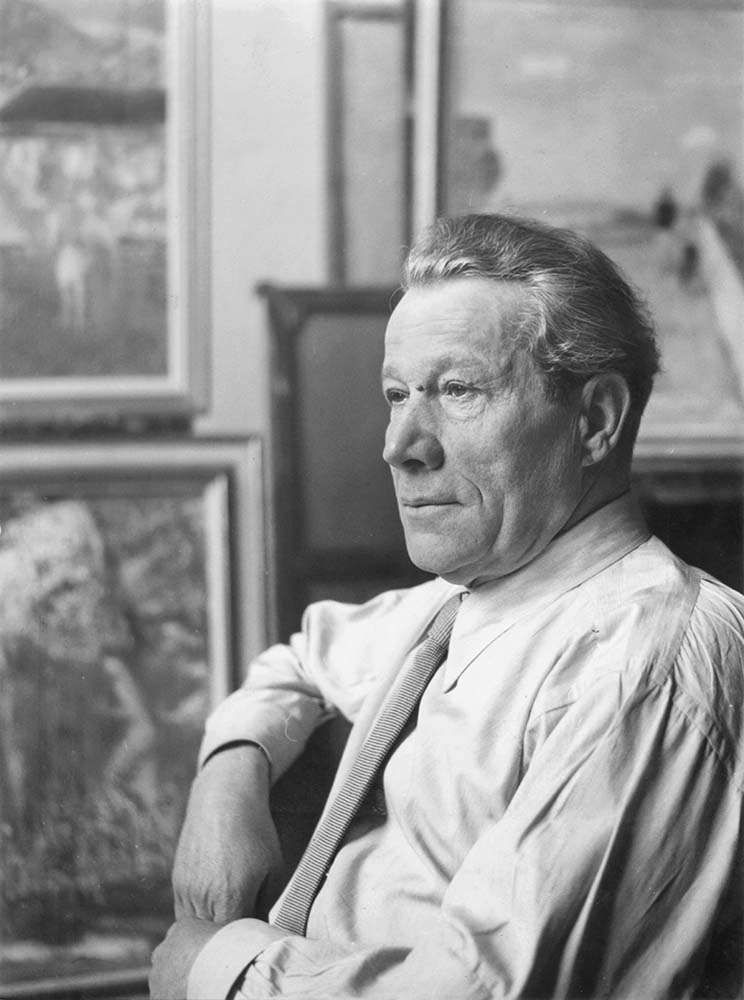
Artur Erdle, 1954

Artur Erdle, auch Arthur Erdle (* 24. Mai 1889 in Köln; † 1. Januar 1961 in Düsseldorf), war ein deutscher Maler, Zeichner und Grafiker. Die Kunstgeschichte zählt ihn zur Verschollenen Generation.

## Leben
Nach einem privaten Malunterricht, den er in den Jahren 1911/1912 in seiner Vaterstadt Köln erhielt, studierte Erdle – unterbrochen vom Militärdienst im Ersten Weltkrieg – in den Jahren 1912 bis 1918 an der Kunstakademie Düsseldorf. Dort waren Willy Spatz, Carl Ederer und Adolf Maennchen seine wichtigsten Lehrer. Danach war er als freischaffender Maler tätig. 1919 gehörte er zu den Gründungsmitgliedern der Künstlervereinigung Das Junge Rheinland, von der er sich mit anderen Künstlern, die sich in der Rheingruppe vereinigten, abspaltete. In den 1920er Jahren unternahm Erdle Reisen durch Deutschland, Belgien, Frankreich und Spanien. 1924 wurde sein Sohn Anno geboren, der ebenfalls Maler wurde. 1928 war Erdle Mitbegründer der Rheinischen Sezession. Auch dem Deutschen Künstlerbund trat er bei. Erdle gehörte zum Kreis um Johanna Ey, befreundet war er mit Otto Dix, Max Ernst und Gert Wollheim. 1929 verlieh ihm die Stadt Nürnberg den Albrecht-Dürer-Preis. 1937 wurden in der Aktion „Entartete Kunst“ 15 seiner Werke aus öffentlichen Sammlungen beschlagnahmt. Davon wurden sieben zerstört. Der Verbleib der übrigen ist ungeklärt. Gleichwohl konnte er sich an einer Reihe von Ausstellungen beteiligen. 1943 wurden durch Luftangriffe auf Düsseldorf sein Haus und Atelier ausgebombt. Danach lebte er bis 1945 in Robertville (heute Ostbelgien), wohin sich auch der Maler Peter Janssen zurückzog. Nach dem Zweiten Weltkrieg fasste er wieder in Düsseldorf Fuß. In dieser Zeit stellte er bereits am 22. Dezember 1945 bei Hella Nebelung aus. 1948 ehrte ihn die Stadt Düsseldorf mit dem Cornelius-Preis.

## Werk
Erdle orientierte sich zunächst an der impressionistischen Malerei seiner Zeit, an der Kunst von Paul Cézanne sowie am Fauvismus. Unter dem Einfluss der Neuen Sachlichkeit entwickelte er einen expressiven Realismus, wovon insbesondere seine Porträts und Figurenbilder der 1920er Jahre zeugen. Seine Landschaften zeigen sowohl impressionistische Züge als auch flächige Abstraktion. Seine Stillleben sind von altniederländischen Vorbildern beeinflusst. Neben Industriedarstellungen finden sich auch Zeichnungen und Aquarelle mit biblischen Themen in seinem Werk.

## Ausstellungen
- 1934: Gemeinschaftsausstellung deutscher Künstler, Museum Kunstpalast, Düsseldorf
- 1936: Westfront 1936, Grugahalle, Essen
- 1937: Große Kunstausstellung Düsseldorf
- 1937: 105. Große Frühjahrsausstellung, Künstlerhaus Hannover
- 1939: Der Deutsche Westen, Kölnischer Kunstverein
- 1939: Der Niederrhein im Bilde zeitgenössischer Maler und Zeichner, Städtische Kunstsammlung Duisburg
- 1940: Das Ereignisbild, Städtische Kunstsammlung Duisburg
- 1940: Rheinische Kunstausstellung, Schloss Schönhausen, Berlin
- 1942: Der Rhein und das Reich, Herzog-Anton-Ulrich-Museum, Braunschweig
- 1945: Zeitgenössische Kunst, Kunsthandlung Hella Nebelung, Düsseldorf
- 1947: Neue Werke der Düsseldorfer Maler Carl Barth, Artur Erdle, Ewald Jorzig, Josef Pieper, Galerie Der Spiegel, Köln
- 1947: Moderne deutsche Kunst seit 1933, Kunsthalle Bern
- 1949: Rheinische Malerei der Gegenwart, Museum der Stadt Trier
- 1970: Artur Erdle – Gemälde, Aquarelle, Zeichnungen 1889–1961, Kunsthalle Düsseldorf